# Човек от Запада
„Човек от Запада“ (на английски: Man of the West) е уестърн на режисьора Антъни Ман, който излиза на екран през 1958 година, с участието на Гари Купър и Лий Джей Коб.

## Сюжет
Мъж с тъмно минало, който попада на неподходящо място в неподходящо време. Влакът с който пътува заедно с Били Елис, е нападнат и ограбен. Те са принудени да продължат пътя си пеша. Неочаквано се натъкват на бандата, която е обрала влака и която явно познава Линк отдавна. Главатарят е мрачен и саможив, но може би привързаността му към завърналия приятел е все още голяма. Линк е принуден да участва в един, последен обир на банка.

## В ролите
| Актьор        | Роля       |
| ------------- | ---------- |
| Гари Купър    | Линк Джонс |
| Джули Лондон  | Били Елис  |
| Лий Джей Коб  | Док Тобин  |
| Артър О'Конъл | Сам Бизли  |
| Джек Лорд     | Куали      |
| Роял Дано     | Траут      |
| Джон Денер    | Клауд      |